# 白髭神社 (川越市大袋)
白髭神社（しらひげじんじゃ）は、埼玉県川越市の神社。

## 歴史
創建年代は不明である。ただ1568年（永禄11年）に現在地に移転したという。なお、当社には「白髪大明神宮」と「白鬚大明神宮」名義の棟札を所蔵しており、それぞれ「正覚院」と「行宝院」の別当寺の名称が記されている。何故、社名と別当寺名がそれぞれバラバラなのかは不明である。
1872年（明治5年）、近代社格制度に基づく「村社」に列せられ、1915年（大正4年）の神社合祀により周辺の5社（摂末社含む）が合祀された。しかし、これらの合祀された神社は戦後に復祀されている。

## 文化財
- 大袋白髭神社本殿（川越市指定有形文化財 平成19年8月10日指定）[2]

## 交通アクセス
- 南大塚駅より徒歩22分。